# Barcelona Acció Musical
Barcelona Acció Musical (BAM) és un festival de música que se celebra coincidint amb les Festes de la Mercè, amb un programa eclèctic fet d'un ventall de sons en directe vinguts d'arreu del món.
El BAM va néixer l'any 1993, i va celebrar l'any 2010 els 18 anys amb una edició amb una programació eclèctica i de gran qualitat. En el marc de les Festes de la Mercè, del 23 al 25 de setembre, aquest esdeveniment musical ha aplegat unes 168.000 persones que no s'han volgut perdre les més de 60 actuacions en escenaris repartits en diversos espais de la ciutat.

## Participants per any
| Any  | Grups |
| ---- | --- |
| 1993 | 18 Interior, Accident Happen, Aka Moon, Angel Petisme, Australian Blonde, Blues Bus, Carles Serra, César Fornés, Claustrofobia, Cool Jerks, Cry Babies, Cutrex, Chano Domínguez, De Kalle, Dos Passos, Eat Meat, El Inquilino Comunista, El Regalo de Silvia, Excess Bleeding Heart, Fly and The Tox, Gales, Glooming Geek, Gollum Friends, Innocents, Inside the Whale, Jad Wio, Jaleo, James Thomas, Karda Fàstik, Kif kif, La Negra, La Secta, Lefki Rabbits, Los Especialistas, Los Planetas, Los Restos del Naufragio, Los Valendas, Losadas, Matamala, Mil Dolores Pequeños, Original Congo, Parking, Parkinson DC, Pic Nic, Pixie Killers, Psilicon Flesh, Roadrunners, Rosemary's Babies, Sarkastic Demons, Slips, Soul Mondo, Sui Generis, The Faded Flower, The Failures, Traffic Jam, Traidores, Trastienda, U-tòpics, Ubi Sunt, Untame, Vírgenes Adolescentes, Willi Giménez y Chanela, Xutos y Pontapes. |
| 1994 | 2530, Accidents Polipoètics, Afraid to Speak in Public, Aki, Australian Blonde, Barri Baix, Bars, Boghandle, Bottom, Conjunto Céspedes, Corcobado y los Chatarreros, de Sangre y Cielo, Corn Flakes, Childhood, Directia 5, Domingo y los Cítricos, Draps Bruts, Duquende, El Inquilino Comunista, Fabe, Fas Tard, Flight Case, Fou, Gárgola, Gra Fort, Hot Dogs, Hotel Hunter, Idée du Nord, I si fóssim?, Ja T'Ho Diré, José El Francés, Kansath's, Karda Fàstik, Kojón Prieto y los Huajolotes, La Buena Vida, Lagartija Nick, Le Mans, Les Frères Brozeur, Lord Sickness, Los Autobluses, Los Hermanos Dalton, Los Jefes, Los Del-tonos, Los Especialistas, Los Marañones, Los Planetas, Love in Sadness, Lush, Macromassa, Maddening Flames, Malcom Scarpa, Micki Espuma, Michele Baresi, Nothing, Parafünk, Pau Riba, Peanut Pie, Penelope Trip, Pengüin Village, Piirpauke, Pop Dell'Arte, Pow Wow, Psicomafia, Radio Tarifa, Raèo, Rayados, Rinneradio, Rosa Crux, Rosas Rojas, S.L.E.O., Salvador Niebla, Sens Unik, Séptimo Cielo, Sexy Sadie, Sinclair, Skatalà, Sons of the Desert, Strange Fruit, Syba, The Barking Dogs, The Ignorants, The Learned, The Pale, Tina Gil, Too Leust, Ubi Sunt?, Winter Insomnia, Xavier Baró. |
| 1995 | 20 Brothers, 4 Étoiles, 4 Hero, Afraid to Speak in Public, Albert Pla, Alius, Ama Say, Antonio Martínez, Arcane, Astunmay, Backsliders, Bandit Queen, Beef, Brahim Izri, Bravo, Calícula 2000 + DJ Munster, Cambalache "A Nuestro Aire", Camí del Mig, Cancer Moon, Carmen Linares, Ciudad Jardín, CMX, Coda, Combays No, Chano Domínguez + Jorge, Cheralee Dillon, Da Weasel, Daniel y la QT de Baño Band, Diablo, Diancador, Diego Cortés, DJ B-Nelson, DJ Gilb-R, DJ Morpheus, DJ Smokey Joe, Doctor Explosion, Doctor No, Dont, Dr.Calypso, Echobelly, El Duende, El Niño Gusano, el Regalo de Silvia, Els Pantis de la Laia, Ex-Votos, Falciot, Favez Disciples, Gallygows, Gatas Negras, Ger The Rigger, Glamour, Gollum Friends, Gran Pánico Sur, Groove Crew, H-Delones, Heavy Quartet, Honey for Luna, Human, Ifang Bondi, Iglú, Iluminados, Inchtabokatables, Inspector No, Jesucristo Superstar por Casa, José Soto "Sorderita", K-Usats, Kactus Jack, kat Onoma, Keaton Vuela, Kebrantas, Kitsch, La Rural Company, Le Voci Atroci, Les Quatre Etoiles, Little Fish, Long Spiral Dreamin', Los Clavos, Los Flechazos, Los Nabos, Malevaje, Malos Tragos, Mark Eitzel, Maroon Town, Mártires del Compás, Mau Mau, Mendoza Dance Party, Miguel Poveda, Mission Hispana, Most Significant Beat, Mount Zion, Negu Gorriak, Neural Collapse, No More Reason, Nosoträsh, Notsads, Nude, Nunca Jamás, Os Diplomaticos de Monte Alto, Out of Order, Outside, P.G. Band, Paco Campa, Pamtu Makat, Pardo, Parkinson DC, Paseo Matutino por el Jardin, Passion Fish, Perrocker & Cia, Poker Damas, Ponzoña, PPz30, Presto Vivace, Pribata Idaho, Prozac, Psiconautes, Psillicon Flesh, Psyco, Quoniams, Rabia Positica, Raimundo Amador, Raval, Ray Nicotina, Remembrance, Revolution 9, Round About, Rumbaketumba, Run, Seafood Salad, Sens Unik, Seph-8, Silvania, Simioux, Sin Cort, Siniestro Total, Skatalà, Slam, Snuff, Solar Quest, Something, Soul Mondo, Spook & The Guay, Strawerry Pills for Eva, Stupendams, Sun Rhythmics, Supersònisc, Swinepox, Tako, The Frogemen, The Gravestones, The Growl, The Vegetables, Throw That Beat!, Tindersticks, Todos tus Muertos, Toh Pa Jah, Tyrrel Corp., Vancouvers, Victor Coyote, Wee Not Child, Xana, Xuri. |
| 1996 | Aim, Aina, Alias Galor, Behind, Bim Sherman, Bloody Mary, Brams, Cecilia Ann, Cielo Drive, Circus, Color Humano, Conemelt, Corn Flakes, Cyclotron, Childhood, Chococrispis, Chuco, De Vegades, Der. Grau, Diabologum, Dificil Equilibrio, Dj Angel, Dut, El Club de Los Poetas Violentos, El Jardin dels Nans, Epileptic Fish, Falciot, Fel·lació de Cupido, Fluzo, Fromheadtotoe,, Gallygows, Gàrgola, Groove Crew, H Delones, Hijas del Sol, Honey for Luna, Hugo Race, Ian Pooley, Impresentables, Ino, Ixo Rai, Jack, Jedi Knights, Jungle Beanz, Kaira, kakua Band, Ke Rule, Kit, Klimax, La Conjura de los Necios, Lagony, Lambchop, Lois, Los Burton, Los Negativos, Los Planetas, Los Tremebundos, Luis Paniagua, Lulu Blind, Lliris, Madelman, Maijalas, Mala Suerte, Malarians, Manta Ray, Mardita Sea, Mau Mau, Mercromina, Mil Dolores Pequeños, Minema, Mojo A.S., Moonshake, Mystic Mail, Notsads, Nuevo Catecismo Católico, Nuncajamás, OM, Orange, Paperhouse, Parkinson DC, Passion Fish, Patrullero Mancuso, Peanut Pie, Penitencia, Poble Sex, Ponyboys, Prisma d'Horus, Protozoo, Purgatori, Quite Fantastic,, Quòniams, Recuerdos de Rita, Rey Nicotina, Robyn Hitchcock, Sanatorium, Seafood Salad, Sideral, Silent Majority, Sindicato del Crimen, Skasos Medios, Skylab, Soul Blaster, Spring, Sr. Chinarro, Supersonics, Surgeon, The Bathers, The Brotherhood, The Divine Comedy, The Fall, The Ferrymen, The Tea Servants, Toast, Trips, Unusual Suspects, Virtual Noise, Wall ride, Weed, Wemean, Zizi Possi. |
| 1997 | Accidents Polipoètics, Aina, Alius, Amparanoia, Amusik Skazz Band, An Der Beat, Asian Dub Fundation, Automatics, B-Violet, Barmàlics, Bebra, Belle & Sebastian, Billy Bragg, Bubblies, Cañadú, Carrots, Cool Hipnoise, Chester, Dj Kosmos, Dj Loe, Dj Math U, Dj Rush, Dominique A, El Joven Bryan, Enrique Morente, Everground, Fang, Fluzo, Freak Out, Fromheadtotoe, Goldfinger, Gollum Friends, Jarana, Jorge Pardo, La Fel·lació de Cupido, Orquestra del Caos, La Sal de la Vida, Le Voci Atroci, Los Verdaderos Kreyentes de la Religión del Hip Hop, Lúcuma Lunch, Manta Ray & Diabologum, Matamala, Materia Gris, Mell Allen, Mystic Mail, Nans, Nicolette, Nosoträsh, Not, Nueva Amenaza para la Paz Mundial, Nuncajamás, Orange, Paquita's Nipples, Planitia, Primal Scream, Ratanera, Rubén González Septet, Shaï No Shaï, Sidonie, Silent Majority, Spring Heel Jack,, Silvia Comes & Lidia Pujol, Something, Suárez, Superelvis, Switch, Tendency-0, The Dirty Beatnicks, The Ethiopians, The Krúmel Monster, The Madding Crowd, The Magnetic Fields, The Mighty Diamonds, The Nash, The Winona's, Trance Groove, Trimelón de Naranjus, Undershakers, Wig, Winston Jarrett, Zebda. |
| 1998 | Cubanisimo!, 7 Notas 7 Colores, Afrika Lisanga, Aina, Amphetamine Discharge, An Der Beat, Anari, Aphrodite, Automatics, B Violet, Barcelona Big Latin Band, Beef, Beethoven, Benji & The Riddim Heat, Black Box Recorder, Carrots, Cecilia Ann, Chab Samir, Dj Sideral, Dusminguet, Edwyn Collins, El Combo Linga, El Lebrijano y La Orquesta Arábigo Andaluza, Elea Sola, Fromheadtotoe, Fundación Tony Manero, Gitanitos y Morenos, Habana Abierta, James Hardway, Jau-Ja, Kanjar'Oc, La Habitación Roja, La Marelu, La Puta Opepé, Les 100 Grammes de Tetes, Los Amigos Invisibles, Los Fresones Rebeldes, Los Hermanos Dalton, Los Planetas, Lou Reed, Love of Lesbian, Maas, Mangu, Martin Stephenson, Mell Allen, Migala, Modena City Ramblers, Nuncajamás, Örn, Parkinson DC, Pat Mc Donald, Paul Fuster, Polar, Psychoine, Punish Yourself, Rimitti, Roger Sánchez, Ross, Sanatorium, Sexy Sadie, Songs: Ohia, Super Furry Animals, The Bulgarian Voices Angelite y Coro Flamenco, Vanguard. |
| 1999 | Amy Clarck, Ángel Molina vs. Óscar Mulero, ARI, Astrud, Atom Rhumba, Beth Orton, Bustamante, Camané, Cane 141, Cheb Aïssa, Dj Hype & Dj Zinc, Doctor Explosion, Dorantes, Fang, Fangoria, Flirt, Fromheadtotoe, Gallygows, Geronación, Goran Bregovic, Hechos Contra el Decoro, Kaplan, Kenny Larkin, Krust, Los Enemigos, Muerte Acústica, Parade, Sitcom, Sólo los Solo, Super 8, T.O.F., The Bitter Springs, The Walkabouts, Ya te Digo, Yann Tiersen. |
| 2000 | Ahidous, An Der Beat, Andrea Parker, AudioRom, Baster, Baxendale, Bondage, Brassy, Carl Craig, Cinnamon, Chab Samir, Cheb Balowski, Dj Fra, Dusminguet, Ego: Trip, El Disop, Faultline, Fine!, Fluzo, Gasca, Gnac, Hexstatic, J.L. Magoya, James Anderson, Jimi Tenor, Justin Roberson, Kanjar 'Oc, Karma Police, La Puta Opepé, Läszlo, Laurent Garnier, Le Hammond Inferno, Marseille XP, MastrettaMus, Nosoträsh, Otto, Peret, Perry Blake, Piano Magic, Professor Angel Dust, Rachid Taha, Radio Raheem, Saint Germain, Satellites, Sergio Patricio Dj, Sexy Sadie, Sidonie, Souvenir, Sugus, Superfunk, Superfurry Animals, The Bluetones, The Montgolfier Brothers, Titán, Tonino Carotone, Up, Bustle & Out. |
| 2001 | 12Twelve, Adam's Family 5, Arcángel, Aston, Baby G, Bertrand Burgalat, BombJack, Brazuca Matraca, Carlos Ann, Carrots, Claire Beaus, Cooper, Chicuelo, Dax, Dj Polar, Dj Ragnampiza, Dj Silver, Dj Tito, Driver 8, Dusminguet, El Diablo en el Ojo, El Payo Malo, Élena, Ex Mundus, Five Mix Colors, Françoiz Breut, Herbert, Hutts, Joder Around, Kosmos, La Buena Vida, La Habitación Roja, La Muñeca de Sal, La Suite Mosquito, La Txaranga Revoltosa, Les Philippes, Love of Lesbian, Lowgold, Llorca, Mayte Martín i Belén Maya, Milinko, Miqui Puig, Mishima, MR.C, Mutiny, Ojos de Brujo, Pauline en la Playa, Petrona Martínez, Phila, Pomada, Rinôçerôse, Romodance, Rostro Ameba, Salem Tradition, Sargento García, Sideral, Slam, Sohn, Songstore, Stanton Warrios, Sterolab, Telépopmusik, The Beta Band, The Freestylers. |
| 2002 | 2 Many DJs, Afanti, Aina, Alec Empire, Antònia Font, Apeiron, Audience, Axel Krygier, Barry Adamson, Beijing Talking, Costo Rico, Cholo Valderrama, Dj 2D2, Dj Caesar, Dj Dioni Sánchez, Dj Omar, Dj Polar, Earl Zinger, Electrocugat, Fanfare Savale, FC Kahuna, Fennesz, Glissando*, Hawksley Workman, Helena, Jazz Jamaica Allstars, Juliusmonk, Le Peuple de l'Herbe, Les Clémentines, Los Planetas, Macaco, Mercromina, Mucho Muchacho, Múm, Niños Mutantes, No Neo, Pascal Comelade, Propellerheads, Schwarz, Shakedown, Sisa, Soft Cell, Sperm, Spook & The Guay, Standstill, Supernafamacho, Terry Callier, The Herbaliser, Vacaciones, Viva las Vegas, Zebda, Zemo. |
| 2003 | 8001, 12Twelve, Alex Torío, Angel Molina, Bar Xino, Benjamin Biolay, Bondage, Buzzcocks, Cabo San Roque, Camping, Cathy Claret, Cecile Ann, Costo Rico, Dave Clarke Live, Discípulos de Otilia, Dusminguet, Dwomo, Edwin Moses, Ellos, Flint, Freak XXI, Fundación Tony Manero, Guillamino, Kemakeur, Kitty-Yo vs Bungalow, La Buena Vida, Lee "Scratch" Perry + Mad Professor & The Robotiks, Love of Lesbian, Madee, Manta Ray, Mull Historical Society, Nach, Nacho Vegas, Paparazzi, Quannum Project, Radio Raheem, Samsara, Sidonie, Ska Circus Marxing Band, Spacek, Spiritualized, The Bollywood Brash Band, The Unfinished Sympathy, The Residents, Todd Terry, Tuesday Afternoon, Uf!, Unkle Sounds, Ursula Rucker, Yaruba Yam, Zola. |
| 2004 | _M_, 12Twelve, Àlex Torio, Autor de Lucie, Avril, Balago, Blueberry Hill, Bondage, Bubbles, B-Violet, Café Tacuba, Che Sudaka, Collision, D Mos-Ko, Dilema, Discipline L.L., Dj Awal & Mc Hicham, Dj Coco, Dj Ganesh, Dorian, Els Pets, Etnotronic, Federico Aubele, Fernado Lagreca, Fibla, FunDaMental Dj's, Ganin Mirzo, Govinda, Heike, Icebend, Kuntaka, La Kinky Beat, Las Niñas, Les Philippes, Linn Youki Project, Mastretta, Meaws, Miqui Puig, Mishima, Muchachito Bombo Infierno, New Bled Vibrations, Nisei, Nologo, O'Funkillo, Pastora, Pinker Tones, Refree, Rude Dj, Sabina Witt, Sanpedro, Sesam-o, Sibyl Vane, Sidonie Dj's, Soma Raza, Songstore, Spiritualia, Standstill, The Onomoanon, Top Models, Tremendo, Vértigo, Xerramequi Tiquis Miquis. |
| 2005 | 12 Twelve, Achanak, Bazar, Ben Lee, Black Baudelaire, Boukakes, Brazzaville, Cannibal OX, Caribou, Cheb Balowski, Connexio Argan, Craig Richards, Cycle, Daby Toure, Donna Regina, Faty Salama, Guillamino, Hipnotik, Hoba Hoba Spitit, Iness Mezel, Iñaqui Marin, It's Not Not, J.M. Oliver, Kaizers Orchestra, Kim Novak, La Excepción, La Phaze, Malouma, Mandalas, Men.T.Zero, Mike Shannon, Miquel Gil, Mishima, Mouss & Hakim, Nubla, Orange Blossom, Pánico, Raw-T, Relk, Rework, Rinôçerôse, SanJosex, Saul Williams, Sebasten Schuller, Shukar Collective, Sidonie, Smog, Tahiti 80, The Raveonettes, The Sunday Drivers, The Unfinished Sympathy, Vive La Fete, Will Deluxe. |
| 2006 | Aïwa, Akli D, Anders Ilar, Antonia Font, Asian Dub Foundation, Baby G, Bauchlang, Bukky Leo & Black Egypt, Carmen Paris, Delorean, Desert Rebel, Dirty Pretty Things, Edan + Guest Dagha, Eduard Iniesta, Facto Delafé y Las Flores Azules, G-21Km, Gecko Turner, Gucci Soundsystem, Hanne Hukkerlberg, Infadels, Juan Atkins, Loo & Placido, Louise Attaque, Maâlem Hamid El Kasri & Trio Bozilo, Masttreta i Ajo, Matt B Safer / The Rapture Dj, Max Punk & Soren, M'Barka Ben Taleb, Mendetz, Ministry of Dhol, Moderat, Najwa, Naki, Nisei, Ojos de Brujo, Out Landish, Papa Wemba, Pepe Habichuela, Peter Von Poehl, Pitingo, Rhythym & Sound, Ritmo Cartel, Saïa Supa Crew, Ska Cubano, Spleen, Standard, Sutekh, The Hidden Cameras, The Pinker Tones, Tote King, Undo, Uusitalo Aka Luomo, Varry, Watcha Clan. |
| 2007 | 08001, 10 Rue d'La Madeleine, 7 Notas 7 Colores, Aaron, Abdeljalil, Abraham Boba, Adrià Puntí, Afonkalipsis, Ai Ai Ai, Alberta Cross, Almasäla, Amp Fiddler, Anfelique Kidjo, Argentina, Asstrio, Atom Rhumba, AZ Group, Barrio Negro, Bob Brozman, Boom Bip Live, Canimas, Cassius, Chelis, Coki, Conxita, D.A.R.Y.L. dj, DAM, Darga, Deluxe, Dj Jiiva, Dj Key, El Chico con la Espina en el Costado, El Inquilino Comunista, ElectroDunes, El-P, Five in orbit, Gertrudis, Ghosts, Guillamino, Hamid El Kasri, Hard-Fi, H-Kayne, Hocus Pocus, Imarhane, Jaleo Real, Joanet, Jonah Smith, Karim Ziad, Karim Ziad & Ifrikya, Kodssi, La Ultravioleta Experience, Le Dust Sucker, Lek Mun, Loefah, Los Fulanos & Los Menganos, Losoul, Love of Lesbian, Maadraaso Dj, Madee, Maniacx, Marc Parrot, Mariví Cabo, Mau Mau, Mazoni, MC Sgt. Pokes, Mendetz, Michael Fakesch, Miquel Gil, Naranja Toscano, Nouvelle Vague, Onili, Orchestra di Piazz Vittorio, Patrice, Pecker, Peret Reyes, Pietra Montecorvino, Poet in Process, Prin'la lá, Quilate, Quimi Portet, Ramunet, Rapsusklei, Rauxa, Red, Ruper Ordorika, Sage Francis, SDFK, Shy Child, Sidonie, Sierra Leone's Refugee Allstars, Sva-ters, Tchad Unpoe, Terrafolk, The Hildegards, The Robocop Kraus, The Thrills, The Undertones, Tío Tony, Titani, Travis, Triángulo de Amor Bizarro, Túpolev, Virüs, Wonderfool Cosmetics, X Makeena, Xazzar. |
| 2008 | (lo:muèso), Absent F, American Music Club, Anika Sade, Antonia Font, Appleblim, ARI, Asa, Calle 13, Camping, Cauto, Chacho Brodas, Che Sudaka, cirkus, David Bazán, Dub Inc., El Tercer Hombre, Espaldamaceta, Facto Delafé y Las Flores Azules, First Aid Kit, Fuking Chaos!, Gaiser, Jamie Woon, Jeremy Enigk, José James, Krakovia, Kumar, La Brigada, La Casa Azul, La Kinky Beat, Le Petit Ramón, Les Philippes, Linn Youki, Los Niños Mutantes, Love of Lesbian, Magda & Graiser, Mar Abella, Marcel Cranc, Marditos Roedores, Maui y Los Sirenidos, Meztuca, Mishima, Nneka, Nudozurdo, Pantanito, Poni Hoax, Primal Scream, Pumuky, Raydibaum, Richie Hawtin, Rocky Votolato, Russian Red, Sahara Hotnights, Sam Roberts, Sharko, Shotta, Sin Papeles, Siniestro Total, Supersubmarina, Syd Matters, Teenage Fanclub, The Automatic, The Do, The Last 3 Lines, The Long Winters, The New Raemon, The Pepper Pots, The Secret Society, The Whip, U_mä, Versatile, Vetusta Morla, Yacht, Zulu 9.30. |
| 2009 | 7 Notas 7 Colores, Akron Family, Anni B Sweet, Beatspoke, Berri Txarrak, Big City, Billie The Vision and The Dancers, Boat Beam, Calima, Caníbala, Canteca de Macao, Cat People, Ceza, Club Mestizo All Stars, Cui Jian, Danielson, Dirty Projectors, Eh!, El Petit de Cal Eril, El Tío Carlos, Estanislau Verdet, Flavio Rodríguez, Furguson, Ganga Vibes, Hablando en Plata, InDigna, Inspira, Instituto Mexicano del Sonido, Ix!, Krikor, L.A., L'Abdominable Gallina Nauseabunda, La Kinky Beat, Los Impagaos, Manel, Markooz, Melissa Laveaux, Mwëslee, Naive New Beaters, Napoleón Solo, Nour, Pájaro Sunrise, Patrick Wolf, Pony Bravo, Peverelist, Praxiz, Rabah Donquishoot, Rsd, Rumbamaziga, Samitier, Shantel, Soap & Skin, Speed Caravan, Subway, Terry Lynn, The Duke and The King, The Go! Team, The Hives, The Joe K-Plan, The Unfinished Sympathy, Tonino Carotone, Trash Van Traxx, Very Pomelo, Vinilette, We Are Standard. |
| 2010 | Alexander Nut, Anti-Pop Consortium, Aqeel & Mental People, Arizona Baby, Ash, Balkatalan Experience, Belle & Sebastian, Bikimel, Bläue, Brackles feat. Asbo, Brain Damage, Bullitt, Color Humano vs. Yacine & The Oriental Groove, Crystel Fighters, dDamage, Defelpa, Dubby Yond, El Guincho, Els Amics de les Art, Everything Everything, Frightened Rabbit, Gentle Music Men, Gespa, Goldfrapp, Hindi Zahra, Hyperpotamus, I Blame Coco, Jil Is Lucky, La Banda Municipal del Polo Norte, La iaia, La Pegatina, Le Pleuple de L'Herbe, L'Exercit d'Islandià, Luke Abbott, Maika Makovski, Me and the Bees, Mine!, Minimúsica, Mishima, Mo DJ, Monkey Brothers, Mujeres i Els Surfing Sirles, Nacho Umbert & La Compañía, Nueva Vulcano, O2ZEN, Obeses, Obrint Pas, Oh! Cake & The Cookie, Ok Go, Ólöf Arnalds, Poutrelles Fever, Richard Swift, Safanòria, San Leon, Selah Sue, Shuco, Smod, Sistema, Sophie Hunger, Standstill, Stay, Suckafish P.Jones, Surgeon, Susan's Red Nipples, The Gramophone Allstars, The Morning Benders, The Rodeo, Toundra, Tulsa, Vinila von Bismark & The Lucky Dados. |
| 2011 | |